# حروف حی

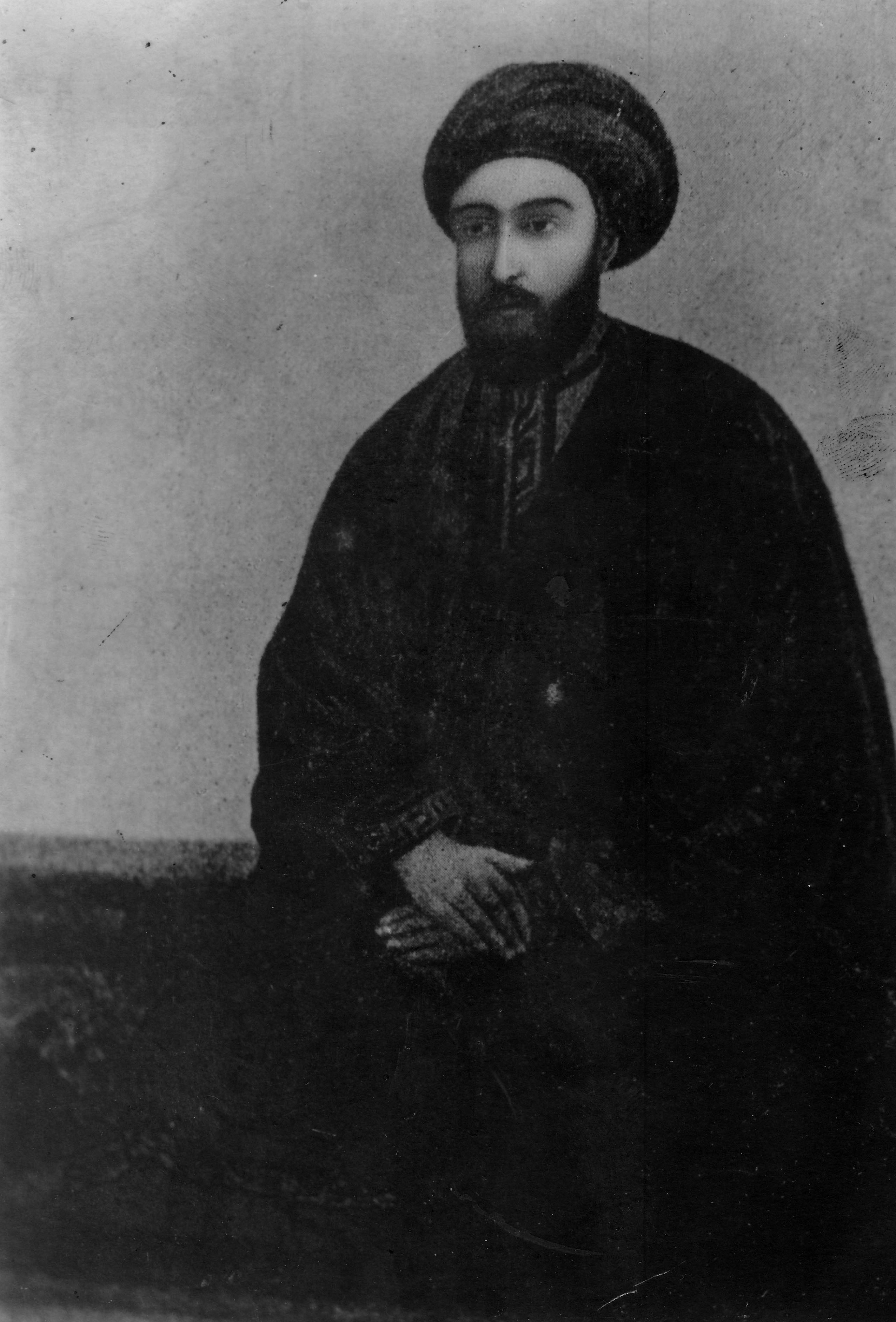
سید علی محمد شیرازی مشهور به باب

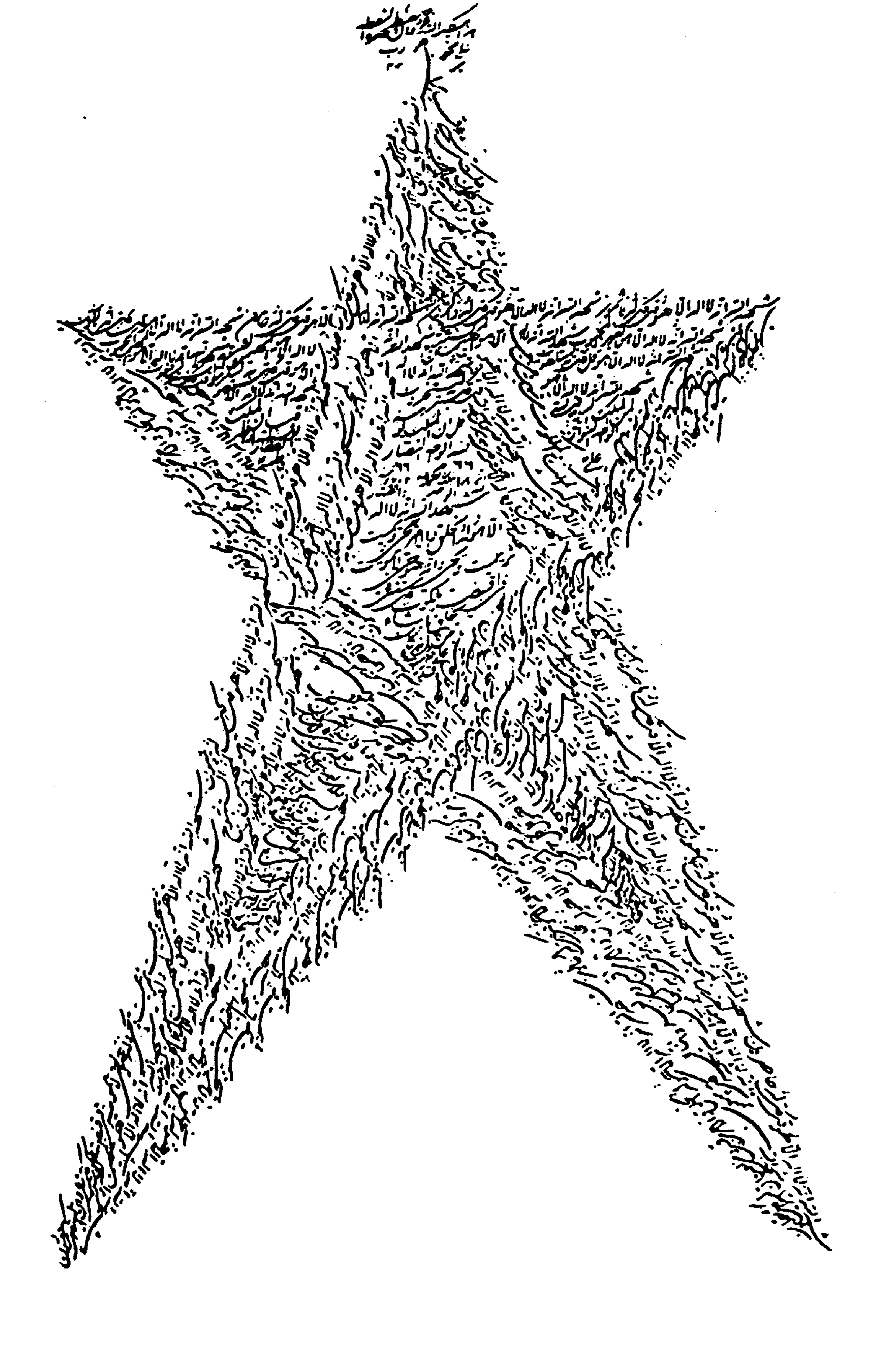
سید علی محمد باب برای هر یک از حروف حی یک لوح هیکل نگاشته‌است، لگو آیین بیانی

حروف حَی، لقبی است که به ۱۸ نفر از اولین پیروان سید باب داده شده است.   باب خود این لقب را به ۱۸ مؤمن اولیه خود داده بود. حرف در آثار باب، در معنای مؤمن به ظهور الهی به کار رفته‌است. به‌طور مثال، منظور از حروف انجیل و حروف فرقان در آثار او، مؤمنین به ظهور مسیح و محمد هستند. «حی» به معنای زنده و مطابق حساب ابجد برابر عدد ۱۸ است. این هجده تن در دین بابیه، نقشی به‌ مانند پسران یعقوب، حواریون عیسی، صحابه محمد را دارند.

## مقام حروف حی
باب، حروف حیّ را به نام «أقرب أسماء» (نزدیک‌ترین نامها) در کتاب بیان مورد ستایش قرار داده و گفته‌است: «ایشان (حروف حی) انواری بوده‌اند لم یزل و لایزال نزد عرش حق ساجد بوده و هستند.»

## واحد اول بیان

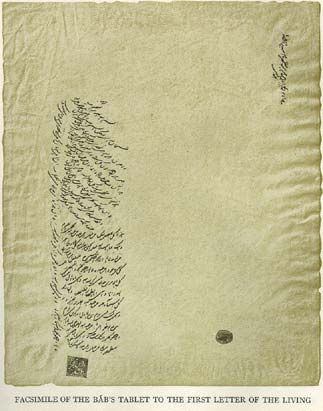
لوح حروف حی به خط سید علی‌محمد باب

لفظ «حی» بدون احتساب تشدید از لحاظ ارزش عددی در حساب ابجد برابر با هجده‌ است و لذا عبارت «حروف حی» بمعنای هجده تن مؤمنین اولیه‌ است. همچنین باب، خود و هجده نفر حروف حی را واحد اول شریعت بیان نامیده‌ است؛ واحد به حساب ابجد برابر با عدد ۱۹ است و معنی یگانگی و وحدت می‌دهد. حروف حی مأمور بودند که آیین بابی را تبلیغ و منتشر نمایند.

## اسامی حروف حی
حروف حی مأمور بودند که آیین بابی را بدون ذکر نام و نشانشان تبلیغ و منتشر نمایند. قبل از ذکر اسامی حروف حی، ذکر این نکته ضروری است که ترتیب آن‌ها غیر از چند موردی که تصریح شده مشخص نمی‌باشند. حروف حی بر اساس تاریخ نبیل زرندی عبارت اند از:
۱- ملاحسین بشرویه (که بابیان به وی اسم‌الله الاول ملقب به قدور و باب‌الباب گویند). ملاحسین بشرویه‌ای، اولین کسی بود که به باب ایمان آورد.
ملاحسین بشرویه در پنجم جمادی‌الاول سال ۱۲۶۰ هجری قمری مصادف با روز پنجشنبه (۲۳می ۱۸۴۴میلادی) به باب ایمان آوردند و پس از ایشان تا ۴۰روز شخص دیگری ایمان نیاورد و بعد از آن مابقی حروف حی تا تاریخ بیستم شعبان ۱۲۶۰هجری قمری (۴ سپتامبر ۱۸۴۴) تکمیل شدند و آخرین نفر ملامحمدعلی بارفروشی ملقب به قدوس می‌باشد. ملاحسین بشرویه‌ای در تاریخ ۲۳ می ۱۸۴۴ به شیراز می‌رسد و در آنجا با باب دیدار می‌کند. ملا حسین به مانند سایر شیخیه‌ها بدنبال جانشین احتمالی سید کاظم رشتی بود. در دیدار به ملاحسین، باب توانست تا بشرویه‌ای را متقاعد نماید که او قائم موعود است. بشرویه‌ای به باب ایمان می‌آورد. به دنبال او عده‌ای دیگر از شیخیان به شیراز می‌آیند و از ایمان آورندگان به باب شده و از حروف حی (حواریون باب) می‌شوند. ملا حسین بشرویه‌ای در جنگ قلعه طبرسی مازندران کشته شد.
۲- ملا علی بسطامی (دوم من آمن)
ملا علی بسطامی عالمی بوده که برای تبلیغ به دو قطب عالم شیعه یعنی کربلا و نجف فرستاده شده بود. او در محضر علمای شیعه از جمله صاحب جواهر (شیخ محمد حسن نجفی) به اثبات مدعای باب پرداخت که از سوی ایشان مورد مخالفت قرار گرفت و جمعی از علمای شیعه و سنی به اتفاق، فتوای تکفیر بسطامی را صادر کردند. به گفته شوقی افندی، نخستین کسی بوده‌است که در طریق تبلیغ امر باب کشته شده‌ است.
۳- زرین تاج برغانی (طاهره قرةالعین)
در میان این افراد یک زن نیز وجود داشت که نامش زرین تاج بَرَغانی بود و بعداً به او لقب «طاهره» داده شده است.
منابع اولیه موجود در مورد سال‌های بعدی زندگی طاهره متناقضند. بیشتر منابع چنین می‌نویسند که طاهره زمانی که احتمالاً از طریق ملا علی بسطامی اخبار دعوت سیدعلی محمد باب را شنید، دوباره در کربلا حاضر بود. اما طاهره در نامه‌اش به پسر دایی اش ملا جواد ولیانی تأکید کرده‌است که او زمانی که در قزوین بوده، در مورد ظهور باب شنیده‌ است. به گفته دنیس مک‌ایون طاهره احتمالاً اندکی پس از این و همزمان با آمدن ملا علی بسطامی به کربلا برگشته‌است. به گفته ادوارد براون، طاهره در زمانی که در کربلا مشغول تدریس بود، عریضه‌ای به شیعه کامل یا همان رکن چهارم ناشناس نوشت و آن را به ملاحسین بشرویه‌ای که از شاگردان برجستهٔ سیدکاظم رشتی بود، سپرد. وی همچنین از ملاحسین خواست تا هرگاه به «رکن چهارم» دست یافت، بدون تأمل این عریضه را تقدیم او کند. شش ماه بعد از درگذشت سیدکاظم رشتی، ملا حسین بشرویه‌ای به شیراز رسید و سیدعلی محمد شیرازی را شایستهٔ احراز مقام «شیعهٔ کامل» دید و نه تنها خود به جرگهٔ مریدان او درآمد، بلکه با ارائه نامهٔ از پیش نوشته شدهٔ قره‌العین، او را نیز در زمرهٔ حروف حی یا هجده نفر اولی که سیدعلی محمد را «باب» ارتباط با امام غایب می‌شناختند، محسوب کرد. او همچنین نخستین زنی بود که به آئین جدید گروید. به هرحال، طاهره هیچ‌گاه تا پایان عمر، علی‌محمد باب را از نزدیک ندید. در نزد بسیاری از بابیان، طاهره، ظهور مجدد یا رجعت فاطمه (دختر محمد پیامبر اسلام) بود. حتی فارغ از این ادعا، در هر صورت این موضوع غیرقابل چالش است که طاهره در نزد بابیان همان مقام معنوی و سمبلیکی داشت که فاطمه در نزد شیعیان دارد. نخستین اثر سید علی‌محمد باب تفسیر سوره یوسف است در این اثر که به احسن‌القصص و قیوم الاسماء نیز معروف است، بارها و بارها به شکل مستقیم از طاهره نام برده می‌شود. سید علی‌محمد باب در جای دیگر در خصوص طاهره مطلبی گفته که بیانگر تام‌الاختیار بودن او است:
بدانید که او به خدایش ایمان آورد و با نفس خود مخالفت کرد، از عدل خدا ترسان است و از روز دیدار رب رعایت می‌کند. آنچه از آیات و خبرها و آثار بیان می‌کند، از سوی ماست. دوست ندارم کسی او را انکار کند، اگر چه سخن‌های او از عقل شما دور باشد.
قرةالعین پس از جنگ قلعه طبرسی گرفتار و در تهران محبوس شد و در سال ۱۲۶۸ هجری قمری او را از حبسش که خانه محمود خان کلانتر تهران بود شبانه بیرون آوردند و در باغ ایلخانی – محل کنونی بانک ملی - خفه کردند و درچاه انداختند. برخی وی را متهم به دست داشتن یا مطلع بودن در قتل عمویش شهید ثالث که توسط بابیان کشته شد می‌دانستند.
۴- میرزا محمدحسن بشرویه‌ای برادر کوچک ملاحسین بشرویه؛ او از علمای شیخیه بود که همراه برادرش در آغاز جوانی در شیراز به باب گروید و در غالب حوادث از جمله جنگ قلعه طبرسی همراه ملاحسین بود. سرانجام میرزا محمد حسن در سال ۱۸۴۹ میلادی در قلعه شیخ طبرسی درگذشت.
۵- میرزا محمدباقر بشرویه‌ای همشیره‌زاده ملاحسین بشرویه؛ او از علمای شیخیه و از شاگردان سید کاظم رشتی بود که پس از او به باب گروید. او نیز در غالب وقایع همراه ملاحسین و در حوادث قلعه طبرسی نیز دخیل بوده‌است و نبیل زرندی او را از کشته شده‌های واقعه مازندران محسوب کرده‌است.
۶- ملا خدابخش قوچانی، ملقب به ملاعلی؛ وی از شاگردان سید کاظم رشتی بود که پس از درگذشت او همراه ملا علی بسطامی و چند نفر دیگر از شاگردان سید کاظم رشتی به شیراز رفتند و به باب گرویدند. آنگاه برای تبلیغ بعد از شهرهای ایران، به کربلا رفت و به مرگ طبیعی در آنجا درگذشت.
۷- ملا حسن بجستانی؛
او از اهالی خراسان بود و با شنیدن ادعای باب به شیراز رفت و در مدت کمی به باب پیوست. ملا حسن بجستانی از کسانی بود که سوالات زیادی دربارهٔ باب و بابیت داشت و چون با پاسخ‌های بهاءالله قانع نشد، از ایمان به باب روی گرداند. به عنوان مثال، یکی از سوالات وی این بود که باب در آثار خویش حروف حی را به اوصاف عظیم و بی شماری وصف کرده‌است و من یکی از آنان هستم و می‌دانم که ابداً لیاقت این اوصاف را ندارم. بهاءالله در لوحی در جواب ملاحسن گفته بود که این اوصاف در مورد قدّوس، ملا حسین بشرویه‌ای و تنی چند از دیگر حروف حی است؛ این پاسخ ملاحسن بجستانی را قانع نکرد و از اعتقاد خود برگشت. تاریخ و محل فوت او نامعلوم است.
۸- سید حسین یزدی (کاتب)؛
ادوارد براون می‌نویسد:
باب به نوشتن و تدوین تعالیم و مشیت خود با پشتکاری خستگی ناپذیر ادامه داد. دوبرادر سید حسین و سید حسن از اهالی یزد، نزدیک امارت او بودند. سید حسین دائماً مشغول نوشتن و منظم کردن گفته‌های سرورش بود.
در کتاب نقطةالکاف در خصوص سید حسین یزدی کاتب و شب اعدام سید علی محمد باب چنین نگاشته‌است:
ای اصحاب فردا که از شما سئوال نمایند از حقیّقت من تقیه نمائید و انکار نمائید و لعن کنید زیرا که حکم الله برشما این است خصوصاً بر آقا سید حسین که جواهر علم در نزد اوست و بایست به خلق برساند. اصحاب قبول نمودند.
سید حسین یزدی (کاتب) در آخر ذیقعده سال ۱۲۶۸ هجری قمری در جریان قتل‌عام پیروان کتاب بیان در تهران بدست تجار تهران کشته شد.
۹- میرزا محمد روضه‌خوان یزدی؛ وی از علمای شیخیه و از شاگردان سید کاظم رشتی بود و باب را قبل از اظهار امرش در کربلا دیده بود. پس از شنیدن خبر ظهور او، به شیراز رفت و به باب گروید. او سپس برای تبلیغ به یزد رفت و با مخالفت پیشوایان شیعه روبرو شد و علیرغم تذکر باب به ایشان مبنی بر راه دشوار تبلیغ امر باب، میرزا محمد خیلی زود از پای نشست و زمانی که ترس او را فراگرفت، خودش را به شیخیه منتسب کرد، همزمان با خانواده‌ای که به حاجی محمد کریمخان ارادت داشتند، وصلت کرد تا از او حمایت کنند. این اتفاق نیز رخ داد تا جایی که او را با عنوان شیخی حاجی محمد کریم خانی می‌شناختند درحالی که او عملاً و در باطن بابی بود و کسانی را که مستعد می‌یافت، به دین «باب» دعوت می‌کرد! لذا به نظر می‌رسد که جناب میرزا محمد به مانند ملاحسن بجستانی از اعتقاد به باب برنگشته و در تبلیغ امر او آن چنانکه فاضل مازندرانی گفته، تقیه را برگزیده است. میرزا محمد تا آخر عمر در کرمان به سر برد و از آنجا خارج نشد تا اینکه در همان شهر و در همان حال وفات یافت.
۱۰- شیخ سعید هندی؛او اهل هندوستان و ساکن کشور عراق و از جمله شاگردان خوشنام سید کاظم رشتی بود. پس از درگذشت سید کاظم رشتی به شیراز رفت و به باب پیوست. باب نیز نام او را در زمره حروف حی در لوح امکان ثبت کرد. او برای تبلیغ امر باب به هند رفت و عده‌ای را به بابیت دعوت کرد اما عاقبت و سرنوشتش هرگز مشخص نشد.
۱۱- ملا جلیل ارومیه‌ای؛ ملا جلیل ارومیه ای از علمای شیخیه و از معتمدین سید کاظم رشتی بود و در آغاز ظهور باب به او ایمان آورد. باب در توقیعی خطاب به وی و در پاسخ پرسش ملاجلیل گفته‌است: «ما صغر جسمک و کبر سؤالک» ملا جلیل مدتی در قزوین اقامت داشت و همانجا ازدواج کرد و سرانجام در جنگ قلعه شیخ طبرسی کشته شد
۱۲- ملا احمد ابدال مراغه‌ای؛ از شاگردان «سید رشتی» بود و بعد از او به باب مؤمن شد. او علاوه بر تبلیغ، مسئول رساندن بعضی توقیعات باب به مقاصد مختلف هم بود و در جنگ قلعه طبرسی کشته شد.
۱۳- ملا باقر تبریزی؛ او نیز از علمای شیخیه و شاگردان سید کاظم رشتی بود و بعد از درگذشت سید رشتی به باب گروید. در آذربایجان مکرر با باب دیدار می‌کرد و واسطه ارسال توقیعات باب بود. بعد از وفات باب سال‌ها حیات داشت از این روی به «حرف حی» مشهور شد که هم نشان دهنده عضویت در واحد اول بیان و هم اشاره به طول عمر او بود. او در نهایت در شهر استانبول ترکیه به مرگ طبیعی درگذشت.
۱۴- ملا یوسف اردبیلی؛او نیز از علمای شیخیه و شاگردان سید کاظم رشتی بود که بعد از درگذشت سید رشتی به باب گروید و از ارادتمندان شیخ احسائی و سید رشتی بود. ملایوسف ابتدا در کرمان به تبلیغ پرداخت که با مخالفت حاج محمد کریم خان روبرو و از آن شهر اخراج شد. ملایوسف در قریه میلان و مدتی هم در قزوین بود و به تبلیغ بابیت پرداخت و سرانجام در جنگ قلعه شیخ طبرسی کشته شدند.
۱۵- میرزا محمّدعلی قزوینی؛او فرزند «حاج عبدالوهاب قزوینی» (از مریدان شیخ احمد احسائی) و شوهر خواهر «قرّة العین» بود؛ و در نهایت در قلعه شیخ طبرسی کشته شدند.
عباس امانت می‌نویسد:
به نظر می‌رسد طاهره قرةالعین نیز ابتدا از حمایت عموی کوچک‌ترش ملاعلی و بعدتر از حمایت شوهر خواهرش ملامحمدعلی قزوینی (که بعدها یکی از حروف حی شد) برخوردار بوده‌است.
۱۶- میرزا هادی قزوینی؛ او پسر ملا عبدالوهاب قزوینی و برادر بزرگتر ملا محمدعلی قزوینی بود که در حوادث آن سال‌ها وارد نشد و سرانجام به یحیی ازل پیوست. در الواح بهاءالله، ذکر مخالفت‌های او آمده و در یکی از الواح نازله در بغداد به پرسش‌های او دربارهٔ انقطاع و رجعت و برخی روایات اسلامی پاسخ داده شده‌است. در این میان دیگر حروف حی تلاش کردند تا او را هدایت کنند اما میرزا هادی قزوینی همچنان بر مخالفتش اصرار کرد طوری که در آثار قلم ابهی، با عناوینی همچون «هاءالهاویه»، «مشرک مرتاب» و «مشرک بالله» نامیده شده‌است.
۱۷- ملا محمود خویی؛ ملا محمود خوئی برادر ملا محمد خوئی بوده و ماقبل حضرت قدوس می‌باشند. او نیز به همراه برادرش ملا مهدی از شاگردان سید کاظم رشتی بودند که پس از درگذشت او به باب به شیراز رفته و به باب گرویدند. ملا محمود از یاران باوفای ملاحسین بشرویه‌ای و ملا محمدعلی بارفروشی به‌شمار می‌رفت و سرانجام در سال ۱۸۴۹ میلادی در حادثه قلعه شیخ طبرسی درگذشت.
۱۸- ملا محمدعلی بارفروشی (ملقب به «قدوس» و نیز «اسم‌الله الآخر»)؛ملا محمدعلی بارفروشی صراحتاً نوزدهمین نفر از حروف واحد اول می‌باشد. محمدعلی بارفروشی (زاده ۱۲۳۸ قمری) معروف به قدوس از شاگردان سیدکاظم رشتی، از اولین گروندگان به آئین باب و از حروف حی بود. ملاحسین بشرویه او را قائم می‌دانست. بارفروشی در ماجرای بدشت نقش مخالف قره‌العین را داشت. سرانجام بارفروشی در سن ۲۷ سالگی در سبزه‌میدان بابل اعدام شد.پیروان کتاب بیان اعتقاد دارند که قدوس در واقعه بدشت به صورت مصلحتی در زمان سخنرانی قرةالعین حضور نداشته و بعداً با یکدیگر مباحثه نموده صحت گفتار قرةالعین را تأیید نمودند.
کشته شدن وی را در جنگ قلعه طبرسی مازندران می‌دانند.